# Ivoriaans voetbalelftal (mannen)

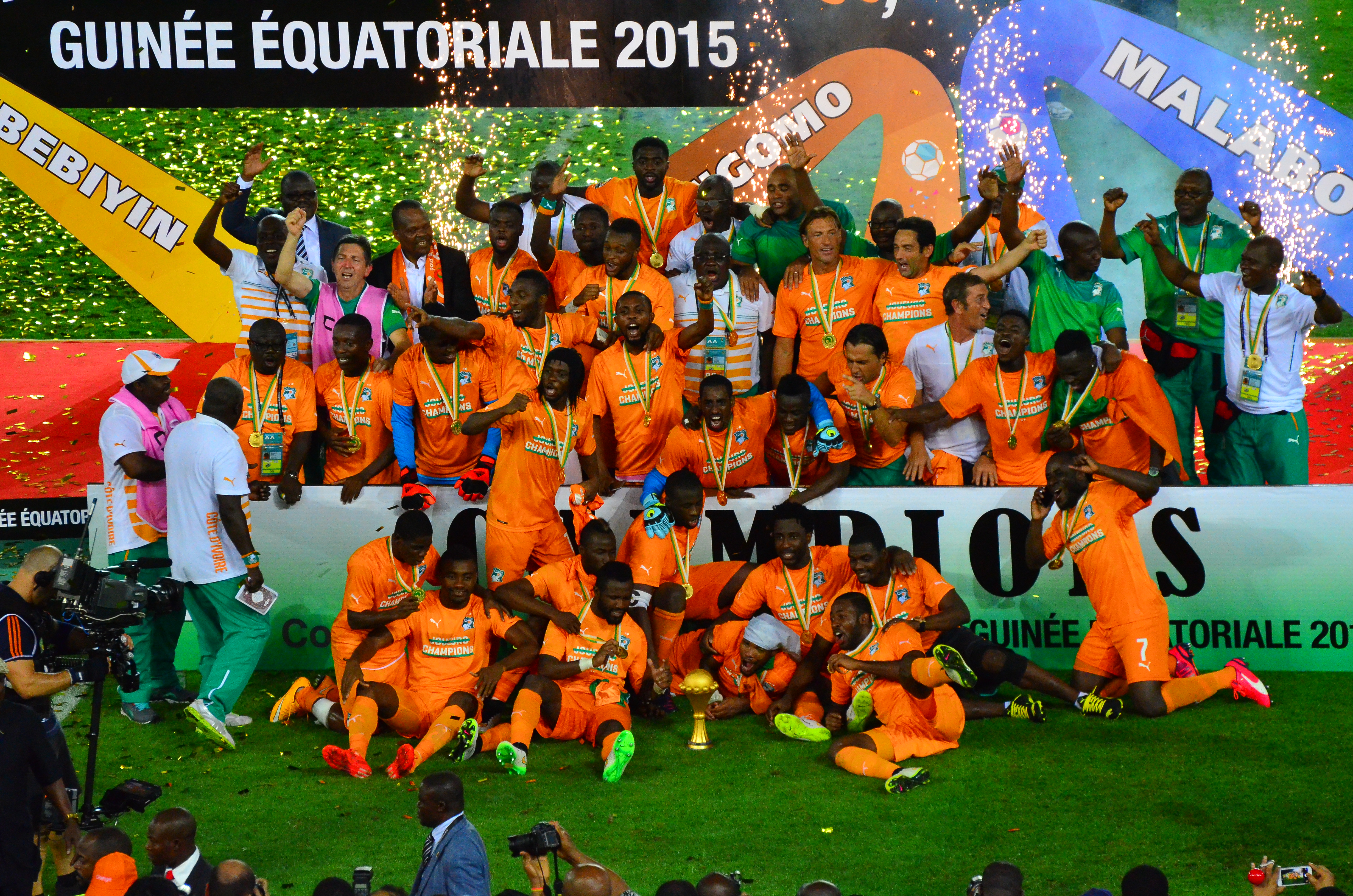
ÊFinale Afrika Cup 2015

Het Ivoriaans voetbalelftal, bijgenaamd Les Éléphants, is een team van voetballers dat Ivoorkust vertegenwoordigt bij internationale wedstrijden zoals de (kwalificatie)wedstrijden voor het WK en het Afrikaans kampioenschap.
De Fédération Ivoirienne de Football werd in 1960 opgericht en is aangesloten bij de CAF en de FIFA (sinds 1964). De grootste sportieve successen werden behaald in 1992, 2015 en 2024 toen het land de Afrika Cup won.

## Deelnames aan internationale toernooien
Ivoorkust deed in de kwalificatiereeks voor het Wereldkampioenschap voetbal 1974 voor het eerst mee. Op 15 oktober speelde het in Freetown tegen Sierra Leone en won deze wedstrijd met 1–0. Ivoorkust zou zich niet kwalificeren door het verlies tegen Marokko in de derde ronde. Ook in de jaren daarna (tussen 1978 en 2002) zou Ivoorkust zich niet weten te plaatsen voor een eindtoernooi. Tussen 2006 en 2014 wist Ivoorkust zich drie keer achter elkaar te kwalificeren voor het hoofdtoernooi. De eerste wedstrijd was op 10 juni tegen Argentinië en werd verloren met 1–2. Voor Ivoorkust scoorde Didier Drogba. Ook de tweede wedstrijd ging verloren, tegen Nederland werd het ook (1–2). In deze wedstrijd scoorde Bakari Koné. Ivoorkust was na 2 wedstrijden uitgeschakeld en had in de laatste wedstrijd dus onvoldoende aan de zege  (3–2) tegen Servië en Montenegro. Ook op de toernooien van 2010 en 2014 strandde Ivoorkust als derde in de poule. Op ieder toernooi werd eenmaal gewonnen. In 2010 was er een overwinning op Noord-Korea (3–0) en in 2014 was er een overwinning op Japan (2–1). Ivoorkust had zich bijna geplaatst. Vlak voor tijd stond het gelijk tegen Griekenland en dat was voor Ivoorkust voldoende. In 93e minuut kreeg Griekenland echter een strafschop waardoor zij alsnog wonnen het doorgingen naar de volgende ronde (2–1). 
Ivoorkust deed in 1992 mee aan de voorloper van de Confederations Cup, het Koning Fahd Toernooi. Er deden toen nog vier landen mee. Ivoorkust plaatste zich voor dit toernooi omdat het de Afrika Cup van 1992 wist te winnen. Op het toernooi speelde het gelijk de halve finale tegen Argentinië, deze ging verloren met 0–4. De wedstrijd om de derde plek ging ook verloren. Tegen de Verenigde Staten werd het 2–5. 
| Wereldkampioenschap voetbal overzicht | Wereldkampioenschap voetbal overzicht | Wereldkampioenschap voetbal overzicht | Wereldkampioenschap voetbal overzicht | Wereldkampioenschap voetbal overzicht | Wereldkampioenschap voetbal overzicht | Wereldkampioenschap voetbal overzicht | Wereldkampioenschap voetbal overzicht | Wereldkampioenschap voetbal overzicht |
| Jaar                                  | Ronde                                 | Wed.                                  | W                                     | G                                     | V                                     | DV                                    | DT                                    | Kwal                                  |
| ------------------------------------- | ------------------------------------- | ------------------------------------- | ------------------------------------- | ------------------------------------- | ------------------------------------- | ------------------------------------- | ------------------------------------- | ------------------------------------- |
| 1930–1970                             | Geen deelname                         | Geen deelname                         | Geen deelname                         | Geen deelname                         | Geen deelname                         | Geen deelname                         | Geen deelname                         | Geen deelname                         |
| 1974                                  | Niet gekwalificeerd                   | Niet gekwalificeerd                   | Niet gekwalificeerd                   | Niet gekwalificeerd                   | Niet gekwalificeerd                   | Niet gekwalificeerd                   | Niet gekwalificeerd                   | Niet gekwalificeerd                   |
| 1978                                  | Niet gekwalificeerd                   | Niet gekwalificeerd                   | Niet gekwalificeerd                   | Niet gekwalificeerd                   | Niet gekwalificeerd                   | Niet gekwalificeerd                   | Niet gekwalificeerd                   | Niet gekwalificeerd                   |
| 1982                                  | Geen deelname                         | Geen deelname                         | Geen deelname                         | Geen deelname                         | Geen deelname                         | Geen deelname                         | Geen deelname                         | Geen deelname                         |
| 1986                                  | Niet gekwalificeerd                   | Niet gekwalificeerd                   | Niet gekwalificeerd                   | Niet gekwalificeerd                   | Niet gekwalificeerd                   | Niet gekwalificeerd                   | Niet gekwalificeerd                   | Niet gekwalificeerd                   |
| 1990                                  | Niet gekwalificeerd                   | Niet gekwalificeerd                   | Niet gekwalificeerd                   | Niet gekwalificeerd                   | Niet gekwalificeerd                   | Niet gekwalificeerd                   | Niet gekwalificeerd                   | Niet gekwalificeerd                   |
| 1994                                  | Niet gekwalificeerd                   | Niet gekwalificeerd                   | Niet gekwalificeerd                   | Niet gekwalificeerd                   | Niet gekwalificeerd                   | Niet gekwalificeerd                   | Niet gekwalificeerd                   | Niet gekwalificeerd                   |
| 1998                                  | Niet gekwalificeerd                   | Niet gekwalificeerd                   | Niet gekwalificeerd                   | Niet gekwalificeerd                   | Niet gekwalificeerd                   | Niet gekwalificeerd                   | Niet gekwalificeerd                   | Niet gekwalificeerd                   |
| 2002                                  | Niet gekwalificeerd                   | Niet gekwalificeerd                   | Niet gekwalificeerd                   | Niet gekwalificeerd                   | Niet gekwalificeerd                   | Niet gekwalificeerd                   | Niet gekwalificeerd                   | Niet gekwalificeerd                   |
| 2006                                  | Groepsfase                            | 3                                     | 1                                     | 0                                     | 2                                     | 5                                     | 6                                     | (Kwal.)                               |
| 2010                                  | Groepsfase                            | 3                                     | 1                                     | 1                                     | 1                                     | 4                                     | 3                                     | (Kwal.)                               |
| 2014                                  | Groepsfase                            | 3                                     | 1                                     | 0                                     | 2                                     | 4                                     | 5                                     | (Kwal.)                               |
| 2018                                  | Niet gekwalificeerd                   | Niet gekwalificeerd                   | Niet gekwalificeerd                   | Niet gekwalificeerd                   | Niet gekwalificeerd                   | Niet gekwalificeerd                   | Niet gekwalificeerd                   | Niet gekwalificeerd                   |
| 2022                                  | Niet gekwalificeerd                   | Niet gekwalificeerd                   | Niet gekwalificeerd                   | Niet gekwalificeerd                   | Niet gekwalificeerd                   | Niet gekwalificeerd                   | Niet gekwalificeerd                   | Niet gekwalificeerd                   |
| 2026                                  | kwalificatie                          | kwalificatie                          | kwalificatie                          | kwalificatie                          | kwalificatie                          | kwalificatie                          | kwalificatie                          | kwalificatie                          |

| FIFA Confederations Cup overzicht | FIFA Confederations Cup overzicht | FIFA Confederations Cup overzicht | FIFA Confederations Cup overzicht | FIFA Confederations Cup overzicht | FIFA Confederations Cup overzicht | FIFA Confederations Cup overzicht | FIFA Confederations Cup overzicht | FIFA Confederations Cup overzicht |
| Jaar                              | Ronde                             | Wed.                              | W                                 | G                                 | V                                 | DV                                | DT                                |                                   |
| --------------------------------- | --------------------------------- | --------------------------------- | --------------------------------- | --------------------------------- | --------------------------------- | --------------------------------- | --------------------------------- | --------------------------------- |
| 1992                              | Vierde                            | 2                                 | 0                                 | 0                                 | 2                                 | 2                                 | 9                                 |                                   |
| 1997–2017                         | Geen deelname                     | Geen deelname                     | Geen deelname                     | Geen deelname                     | Geen deelname                     | Geen deelname                     | Geen deelname                     | Geen deelname                     |

### Afrika Cup
In 1965 deed Ivoorkust voor het eerst mee aan de Afrika Cup. Het land won in de poulefase van Congo-Kinshasa maar verloor van Ghana. Daardoor werd Ivoorkust tweede in de poule maar mocht het wel de wedstrijd om de derde plek spelen. In die wedstrijd werd gewonnen van Senegal. Ook in 1968 was dit het resultaat. Ivoorkust verloor ook dit keer van Ghana, nu in de halve finale. De wedstrijd om de derde plek werd gewonnen van Ethiopië. Ivoorkust werd kampioen in 1992. Zowel in de halve finale (tegen Kameroen) als de finale (tegen Ghana) werd het 0–0. Tweemaal won Ivoorkust de strafschoppenserie die volgde. In de finale eindigde de serie in 11–10. Baffoe miste in die wedstrijd voor Ghana. In 2006 bereikte Ivoorkust weer de finale. Ook dit keer was de uitslag 0–0 en moesten er strafschoppen genomen worden. voor Ivoorkust miste Didier Drogba de eerste strafschop en Bakari Koné de derde. Egypte won uiteindelijk met 4–2. Die tweede plek was er in 2012 wederom. De uitslag in de finale tegen Zambia was 0–0. De strafschoppenserie die dit keer volgde eindigde in een 8–7 overwinning voor Zambia. Drie jaar later werd het land wel weer kampioen. De uitslag was weer 0–0. Ook nu moesten strafschoppen de winnaar aanwijzen. Hoewel de eerste twee strafschoppen gemist werden door Ivoorkust won het toch. Ghana miste namelijk de derde en vierde strafschop en uiteindelijk eindigde de serie in 9–8.
Aan de overwinning ging een harde wedstrijd vooraf tussen Ivoorkust en Ghana. Serey Die was namens Ivoorkust de eerste die zich misdroeg, toen hij Mubarak Wakaso in de edele delen schopte. Scheidsrechter Bakary Gassama deed de overtreding af met een gele kaart. De arbiter uit Gambia, op het Wereldkampioenschap voetbal 2014 in Brazilië actief bij Nederland tegen Chili (2-0), hield later ook de kaarten op zak toen Eric Bailly en Harrison Afful elkaar een kopstoot gaven.
| Afrika Cup overzicht | Afrika Cup overzicht | Afrika Cup overzicht | Afrika Cup overzicht | Afrika Cup overzicht | Afrika Cup overzicht | Afrika Cup overzicht | Afrika Cup overzicht | Afrika Cup overzicht |
| Jaar                 | Ronde                | Wed.                 | W                    | G                    | V                    | DV                   | DT                   | Kwal                 |
| -------------------- | -------------------- | -------------------- | -------------------- | -------------------- | -------------------- | -------------------- | -------------------- | -------------------- |
| 1957–1963            | Geen deelname        | Geen deelname        | Geen deelname        | Geen deelname        | Geen deelname        | Geen deelname        | Geen deelname        | Geen deelname        |
| 1965                 | Derde                | 3                    | 2                    | 0                    | 1                    | 5                    | 4                    | (Kwal.)              |
| 1968                 | Derde                | 5                    | 3                    | 1                    | 1                    | 9                    | 6                    | (Kwal.)              |
| 1970                 | Vierde               | 5                    | 2                    | 1                    | 2                    | 11                   | 9                    | (Kwal.)              |
| 1972                 | Niet gekwalificeerd  | Niet gekwalificeerd  | Niet gekwalificeerd  | Niet gekwalificeerd  | Niet gekwalificeerd  | Niet gekwalificeerd  | Niet gekwalificeerd  | Niet gekwalificeerd  |
| 1974                 | Groepsfase           | 3                    | 0                    | 2                    | 1                    | 2                    | 5                    | (Kwal.)              |
| 1976                 | Niet gekwalificeerd  | Niet gekwalificeerd  | Niet gekwalificeerd  | Niet gekwalificeerd  | Niet gekwalificeerd  | Niet gekwalificeerd  | Niet gekwalificeerd  | Niet gekwalificeerd  |
| 1978                 | Gediskwalificeerd    | Gediskwalificeerd    | Gediskwalificeerd    | Gediskwalificeerd    | Gediskwalificeerd    | Gediskwalificeerd    | Gediskwalificeerd    | Gediskwalificeerd    |
| 1980                 | Groepsfase           | 3                    | 0                    | 2                    | 1                    | 2                    | 3                    | (Kwal.)              |
| 1982                 | Geen deelname        | Geen deelname        | Geen deelname        | Geen deelname        | Geen deelname        | Geen deelname        | Geen deelname        | Geen deelname        |
| 1984                 | Groepsfase           | 3                    | 1                    | 0                    | 2                    | 4                    | 4                    |                      |
| 1986                 | Derde                | 5                    | 3                    | 0                    | 2                    | 7                    | 5                    | (Kwal.)              |
| 1988                 | Groepsfase           | 3                    | 0                    | 3                    | 0                    | 2                    | 2                    | (Kwal.)              |
| 1990                 | Groepsfase           | 3                    | 1                    | 0                    | 2                    | 3                    | 5                    | (Kwal.)              |
| 1992                 | Kampioen             | 5                    | 2                    | 3                    | 0                    | 4                    | 0                    | (Kwal.)              |
| 1994                 | Derde                | 5                    | 3                    | 1                    | 1                    | 11                   | 5                    |                      |
| 1996                 | Groepsfase           | 3                    | 1                    | 0                    | 2                    | 2                    | 5                    | (Kwal.)              |
| 1998                 | Kwartfinale          | 4                    | 2                    | 2                    | 0                    | 10                   | 6                    | (Kwal.)              |

| Afrika Cup overzicht – vervolg | Afrika Cup overzicht – vervolg | Afrika Cup overzicht – vervolg | Afrika Cup overzicht – vervolg | Afrika Cup overzicht – vervolg | Afrika Cup overzicht – vervolg | Afrika Cup overzicht – vervolg | Afrika Cup overzicht – vervolg | Afrika Cup overzicht – vervolg |
| Jaar                           | Ronde                          | Wed.                           | W                              | G                              | V                              | DV                             | DT                             | Kwal                           |
| ------------------------------ | ------------------------------ | ------------------------------ | ------------------------------ | ------------------------------ | ------------------------------ | ------------------------------ | ------------------------------ | ------------------------------ |
| 2000                           | Groepsfase                     | 3                              | 1                              | 1                              | 1                              | 3                              | 4                              | (Kwal.)                        |
| 2002                           | Groepsfase                     | 3                              | 0                              | 1                              | 2                              | 1                              | 4                              | (Kwal.)                        |
| 2004                           | Niet gekwalificeerd            | Niet gekwalificeerd            | Niet gekwalificeerd            | Niet gekwalificeerd            | Niet gekwalificeerd            | Niet gekwalificeerd            | Niet gekwalificeerd            | Niet gekwalificeerd            |
| 2006                           | Tweede                         | 6                              | 3                              | 2                              | 1                              | 6                              | 5                              | (Kwal.)                        |
| 2008                           | Vierde                         | 6                              | 4                              | 0                              | 2                              | 16                             | 9                              | (Kwal.)                        |
| 2010                           | Kwartfinale                    | 3                              | 1                              | 2                              | 0                              | 5                              | 4                              | (Kwal.)                        |
| 2012                           | Tweede                         | 6                              | 5                              | 1                              | 0                              | 9                              | 0                              | (Kwal.)                        |
| 2013                           | Kwartfinale                    | 4                              | 2                              | 1                              | 1                              | 8                              | 5                              | (Kwal.)                        |
| 2015                           | Kampioen                       | 6                              | 3                              | 3                              | 0                              | 9                              | 4                              | (Kwal.)                        |
| 2017                           | Groepsfase                     | 3                              | 0                              | 2                              | 1                              | 2                              | 3                              | (Kwal.)                        |
| 2019                           | Kwartfinale                    | 5                              | 3                              | 1                              | 1                              | 7                              | 3                              | (Kwal.)                        |
| 2021                           | Achtste finale                 | 4                              | 2                              | 2                              | 0                              | 6                              | 3                              | (Kwal.)                        |
| 2023                           | Kampioen                       | 7                              | 4                              | 1                              | 2                              | 8                              | 8                              | (Kwal.)                        |
| 2025                           |                                |                                |                                |                                |                                |                                |                                | (Kwal.)                        |

### African Championship of Nations
| African Championship of Nations overzicht | African Championship of Nations overzicht | African Championship of Nations overzicht | African Championship of Nations overzicht | African Championship of Nations overzicht | African Championship of Nations overzicht | African Championship of Nations overzicht | African Championship of Nations overzicht | African Championship of Nations overzicht |
| Jaar                                      | Ronde                                     | Wed.                                      | W                                         | G                                         | V                                         | DV                                        | DT                                        | Kwal                                      |
| ----------------------------------------- | ----------------------------------------- | ----------------------------------------- | ----------------------------------------- | ----------------------------------------- | ----------------------------------------- | ----------------------------------------- | ----------------------------------------- | ----------------------------------------- |
| 2009                                      | Groepsfase                                | 3                                         | 0                                         | 1                                         | 2                                         | 0                                         | 4                                         |                                           |
| 2011                                      | Groepsfase                                | 3                                         | 1                                         | 0                                         | 2                                         | 2                                         | 4                                         | (Kwal.)                                   |
| 2014                                      | Niet gekwalificeerd                       | Niet gekwalificeerd                       | Niet gekwalificeerd                       | Niet gekwalificeerd                       | Niet gekwalificeerd                       | Niet gekwalificeerd                       | Niet gekwalificeerd                       | Niet gekwalificeerd                       |
| 2016                                      | Derde                                     | 6                                         | 4                                         | 0                                         | 2                                         | 10                                        | 4                                         | (Kwal.)                                   |
| 2018                                      | Groepsfase                                | 3                                         | 0                                         | 1                                         | 2                                         | 0                                         | 3                                         | (Kwal.)                                   |
| 2020                                      | Niet gekwalificeerd                       | Niet gekwalificeerd                       | Niet gekwalificeerd                       | Niet gekwalificeerd                       | Niet gekwalificeerd                       | Niet gekwalificeerd                       | Niet gekwalificeerd                       | Niet gekwalificeerd                       |
| 2022                                      | Kwartfinale                               | 4                                         | 1                                         | 1                                         | 2                                         | 3                                         | 4                                         | (Kwal.)                                   |

Het Ivoriaans B-elftal nam één keer als gast deel aan de CECAFA Cup. In de groepsfase werden de wedstrijden tegen Zanzibar en Soedan gewonnen. In de kwartfinale moest Ivoorkust tegen Malawi en de halve finale tegen Ethiopië. Beide wedstrijden werden gewonnen met 1–0. In de finale werd verloren van Tanzania met 0–1. De West African Nations Cup is voor landen die lid zijn van de WAFU. Er waren vier deelnames. In 1983 en 1984 wist Ivoorkust derde te worden. In 1982 vierde. 

### West African Nations Cup
| West African Nations Cup overzicht | West African Nations Cup overzicht | West African Nations Cup overzicht | West African Nations Cup overzicht | West African Nations Cup overzicht | West African Nations Cup overzicht | West African Nations Cup overzicht | West African Nations Cup overzicht | West African Nations Cup overzicht |
| Jaar                               | Ronde                              | Wed.                               | W                                  | G                                  | V                                  | DV                                 | DT                                 |                                    |
| ---------------------------------- | ---------------------------------- | ---------------------------------- | ---------------------------------- | ---------------------------------- | ---------------------------------- | ---------------------------------- | ---------------------------------- | ---------------------------------- |
| 1982                               | Vierde                             | 5                                  | 0                                  | 5                                  | 0                                  | 11                                 | 11                                 |                                    |
| 1983                               | Derde                              | 4                                  | 1                                  | 1                                  | 2                                  | 2                                  | 4                                  |                                    |
| 1984                               | Derde                              | 5                                  | 2                                  | 2                                  | 1                                  | 7                                  | 6                                  |                                    |
| 1986                               | Geen deelname                      | Geen deelname                      | Geen deelname                      | Geen deelname                      | Geen deelname                      | Geen deelname                      | Geen deelname                      | Geen deelname                      |
| 1987                               | Groepsfase                         | 3                                  | 1                                  | 0                                  | 2                                  | 1                                  | 3                                  |                                    |
| Totaal                             | 4/5                                | 17                                 | 4                                  | 8                                  | 5                                  | 21                                 | 24                                 |                                    |

### WAFU Nations Cup
| WAFU Nations Cup overzicht | WAFU Nations Cup overzicht | WAFU Nations Cup overzicht | WAFU Nations Cup overzicht | WAFU Nations Cup overzicht | WAFU Nations Cup overzicht | WAFU Nations Cup overzicht | WAFU Nations Cup overzicht | WAFU Nations Cup overzicht |
| Jaar                       | Ronde                      | Wed.                       | W                          | G                          | V                          | DV                         | DT                         |                            |
| -------------------------- | -------------------------- | -------------------------- | -------------------------- | -------------------------- | -------------------------- | -------------------------- | -------------------------- | -------------------------- |
| 2010–2013                  | Geen deelname              | Geen deelname              | Geen deelname              | Geen deelname              | Geen deelname              | Geen deelname              | Geen deelname              | Geen deelname              |
| 2017                       | Groepsfase                 | 3                          | 0                          | 2                          | 1                          | 0                          | 1                          |                            |
| 2019                       | Halve finale               | 3                          | 1                          | 1                          | 1                          | 5                          | 4                          |                            |

### CECAFA Cup
| CECAFA Cup overzicht | CECAFA Cup overzicht | CECAFA Cup overzicht | CECAFA Cup overzicht | CECAFA Cup overzicht | CECAFA Cup overzicht | CECAFA Cup overzicht | CECAFA Cup overzicht | CECAFA Cup overzicht |
| Jaar                 | Ronde                | Wed.                 | W                    | G                    | V                    | DV                   | DT                   |                      |
| -------------------- | -------------------- | -------------------- | -------------------- | -------------------- | -------------------- | -------------------- | -------------------- | -------------------- |
| 2010                 | Tweede               | 6                    | 4                    | 0                    | 2                    | 7                    | 3                    |                      |

## FIFA-wereldranglijst[3]
| 1993 | 1994 | 1995 | 1996 | 1997 | 1998 | 1999 | 2000 | 2001 | 2002 | 2003 | 2004 | 2005 | 2006 | 2007 | 2008 | 2009 | 2010 | 2011 | 2012 | 2013 | 2014 | 2015 | 2016 | 2017 | 2018 |
| ---- | ---- | ---- | ---- | ---- | ---- | ---- | ---- | ---- | ---- | ---- | ---- | ---- | ---- | ---- | ---- | ---- | ---- | ---- | ---- | ---- | ---- | ---- | ---- | ---- | ---- |
| 33   | 25   | 20   | 51   | 52   | 44   | 53   | 51   | 44   | 64   | 70   | 40   | 42   | 18   | 37   | 29   | 16   | 21   | 16   | 14   | 17   | 28   | 19   | 34   | 61   | 65   |

## Bondscoaches
| 2004–2007  | Henri Michel             |
| 2007       | Jacques Monclar          |
| 2007–2008  | Ulrich Stielike          |
| 2008       | Gérard Gili (ad interim) |
| 2008–2010  | Vahid Halilhodžić        |
| 2010       | Sven-Göran Eriksson      |
| 2010–2012  | François Zahoui          |
| 2012–2014  | Sabri Lamouchi           |
| 2014–2015  | Hervé Renard             |
| 2015–2017  | Michel Dussuyer          |
| 2017       | Marc Wilmots             |
| 2017–heden | Ibrahim Kamara           |

## Huidig team
De volgende spelers werden in januari 2017 door bondscoach Michel Dussuyer opgeroepen voor de Afrika Cup.
Interlands en doelpunten bijgewerkt tot en met 24 januari 2017.
| №           | Naam              | Wed. | Dlpnt. | Club                |
| ----------- | ----------------- | ---- | ------ | ------------------- |
| Doel        |                   |      |        |                     |
| 1           | Sayouba Mandé     | 4    | 0      | Stabæk              |
| 16          | Sylvain Gbohouo   | 28   | 0      | Mazembe             |
| 23          | Badra Ali Sangaré | 11   | 0      | Tanda               |
| Verdediging |                   |      |        |                     |
| 4           | Lamine Koné       | 9    | 0      | Sunderland          |
| 5           | Wilfried Kanon    | 20   | 1      | ADO Den Haag        |
| 17          | Serge Aurier      | 39   | 1      | Paris Saint-Germain |
| 18          | Adama Traoré      | 9    | 0      | Basel               |
| 19          | Simon Deli        | 8    | 0      | Slavia Praag        |
| 21          | Eric Bailly       | 21   | 0      | Manchester United   |
| 22          | Mamadou Bagayoko  | 6    | 0      | OH Leuven           |
| Middenveld  |                   |      |        |                     |
| 3           | Serge N'Guessan   | 14   | 2      | Nancy               |
| 6           | Jean Seri         | 13   | 1      | Nice                |
| 7           | Victorien Angban  | 6    | 0      | Granada             |
| 10          | Cheick Doukouré   | 16   | 0      | Metz                |
| 11          | Franck Kessié     | 15   | 0      | AC Milan            |
| 15          | Max Gradel        | 55   | 9      | Bournemouth         |
| 20          | Serey Die         | 36   | 1      | Basel               |
| Aanval      |                   |      |        |                     |
| 2           | Nicolas Pépé      | 3    | 0      | Angers              |
| 8           | Salomon Kalou     | 93   | 28     | Hertha BSC          |
| 9           | Wilfried Zaha     | 5    | 1      | Crystal Palace      |
| 12          | Wilfried Bony     | 52   | 15     | Stoke City          |
| 13          | Giovanni Sio      | 21   | 3      | Stade Rennes        |
| 14          | Jonathan Kodjia   | 9    | 4      | Aston Villa         |

## Bekende (oud-)spelers
FIF · A-internationals · Selecties · Bondscoaches · Statistieken · Ivoriaans vrouwenelftal · Ivoorkust U21 · Ivoorkust U20 · Ivoorkust U19 · Ivoorkust U18 · Ivoorkust U17
1960 – 1969 ·
1970 – 1979 ·
1980 – 1989 ·
1990 – 1999 ·
2000 – 2009 ·
2010 – 2019 ·
2020 − 2029
WK 2006 · 
WK 2010 · 
WK 2014
OS 2008 · 
OS 2020
1960 ·
1961 ·
1962 ·
1963 ·
1964 · 
1965 ·
1966 · 
1967 ·
1968 ·
1969 ·
1970 ·
1971 ·
1972 ·
1973 ·
1974 ·
1975 ·
1976 ·
1977 ·
1978 · 
1979 ·
1980 ·
1981 · 
1982 ·
1983 ·
1984 ·
1985 ·
1986 ·
1987 ·
1988 ·
1989 ·
1990 ·
1991 ·
1992 · 
1993 · 
1994 · 
1995 · 
1996 · 
1997 · 
1998 · 
1999 · 
2000 · 
2001 · 
2002 · 
2003 · 
2004 · 
2005 · 
2006 · 
2007 · 
2008 · 
2009 · 
2010 · 
2011 · 
2012 · 
2013 ·
2014 ·
2015 ·
2016 ·
2017 ·
2018 ·
2019 ·
2020 ·
2021 ·
2022 ·
2023 ·
2024
Algerije ·
Angola ·
Argentinië ·
België ·
Benin ·
Bosnië en Herzegovina ·
Botswana ·
Brazilië ·
Burkina Faso ·
Burundi ·
Centraal-Afrikaanse Republiek ·
Chili ·
Colombia ·
Comoren ·
Congo-Brazzaville ·
Congo-Kinshasa ·
Duitsland ·
Egypte ·
El Salvador ·
Engeland ·
Equatoriaal-Guinea ·
Ethiopië ·
Frankrijk ·
Gabon ·
Gambia ·
Ghana ·
Griekenland ·
Guinee ·
Guinee-Bissau ·
Hongarije ·
Israël ·
Italië ·
Japan ·
Jordanië ·
Kameroen ·
Kenia ·
Koeweit ·
Lesotho ·
Liberia ·
Libië ·
Madagaskar ·
Malawi ·
Mali ·
Marokko ·
Mauritanië ·
Mauritius ·
Mexico ·
Moldavië ·
Mozambique ·
Namibië ·
Nederland ·
Niger ·
Nigeria ·
Noord-Korea ·
Oeganda ·
Oostenrijk ·
Paraguay ·
Polen ·
Portugal ·
Qatar ·
Roemenië ·
Rusland ·
Rwanda ·
Senegal ·
Servië en Montenegro ·
Seychellen ·
Sierra Leone ·
Slovenië ·
Soedan ·
Spanje ·
Tanzania ·
Togo ·
Tsjaad ·
Tunesië ·
Turkije ·
Uruguay ·
Verenigde Staten ·
Zambia ·
Zimbabwe ·
Zuid-Afrika ·
Zuid-Korea ·
Zweden ·
Zwitserland
Argentinië (2006) · 
Colombia (2014) ·
Ghana (2015) ·
Griekenland (2014) · 
Japan (2014) ·  
Nederland (2006) · 
Noord-Korea (2010) · 
Servië en Montenegro (2006) ·
Zambia (2012)